# Edith Rosenbaum

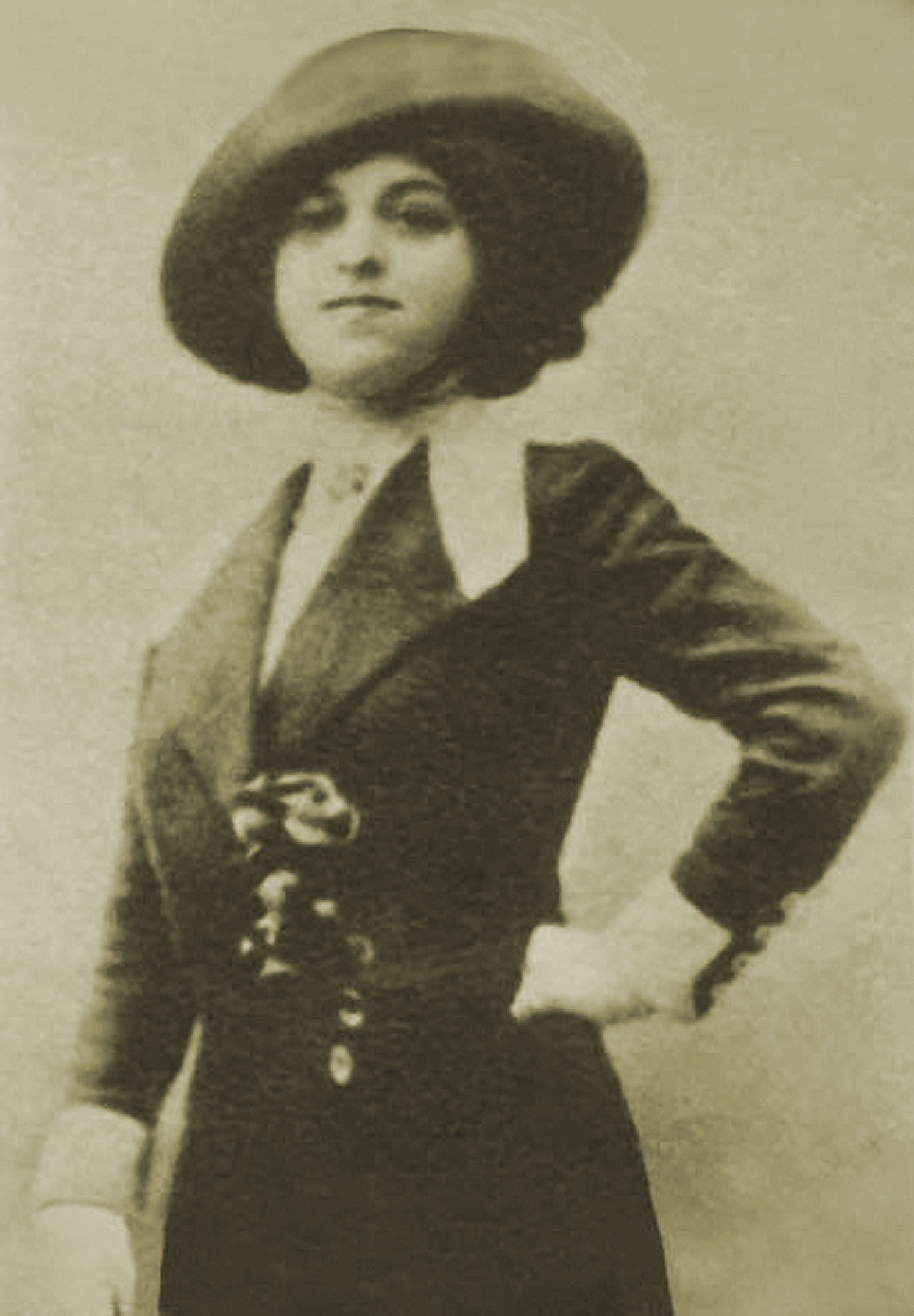
Edith Rosenbaum 1911.

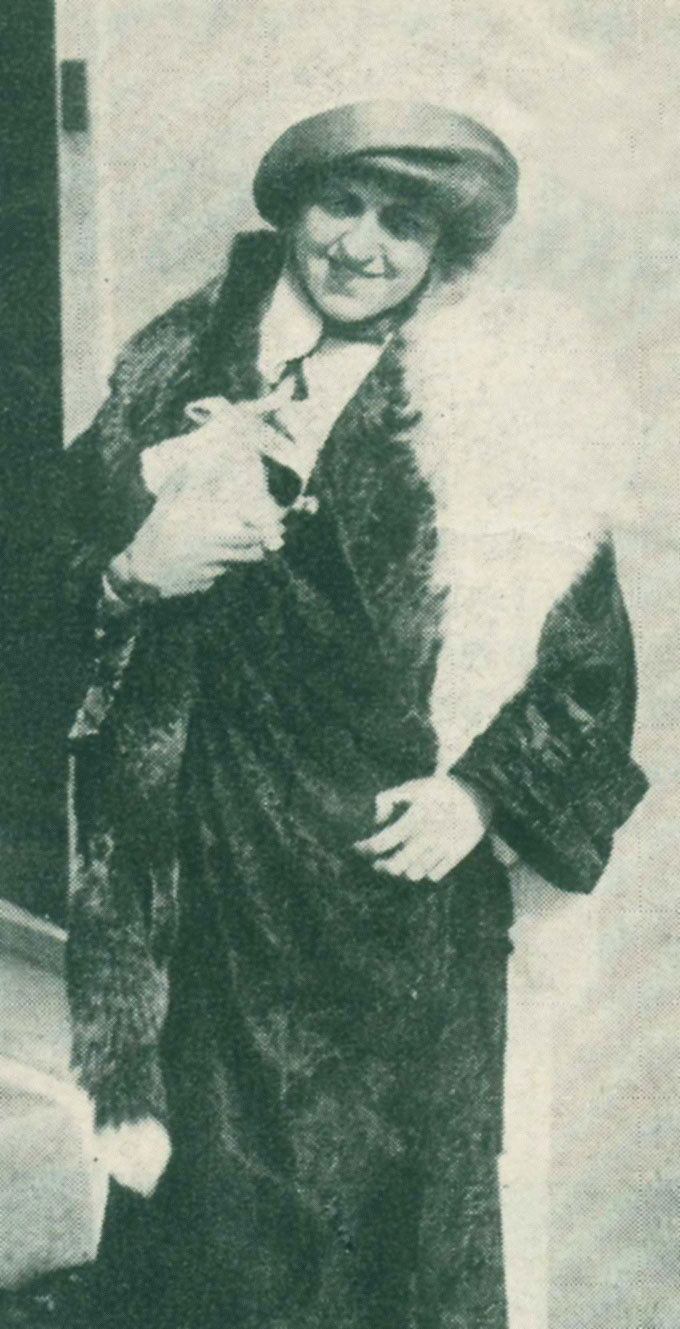
Edith Russell kort efter hennes räddning från Titanic, bärande på sin lyckogris som hon flydde skeppet med.

Edith Rosenbaum, senare Russell, född 12 juni 1879 i Cincinnati, Ohio, död 4 april 1975, var en amerikansk modeprofil, konsulent och korrespondent för magasinet Women's Wear Daily. Hon blev dock mest känd för att ha överlevt förlisningen av RMS Titanic 15 april 1912, tillsammans med sin lyckomaskot, en leksaksgris med ett urverk som spelade melodin "The Maxixe". Hon var en av de överlevande som gav sin berättelse i boken A Night to Remember av Walter Lord.
Rosenbaum var sedan 1910 korrespondent i Paris men skulle nu resa till USA med en ny klädkollektion. Ombord på Titanic reste hon i första klass tillsammans med ett stort bagage som hon hyrde ytterligare en hytt till. Hon skulle först ha åkt till USA med ångaren SS George Washington, men blev försenad, och fick ta plats på Titanic. Innan avfärden fick hon veta att det var onödigt att försäkra bagaget eftersom skeppet var "praktiskt taget osänkbart". Efter att Titanic kolliderat med ett isberg var hon länge för rädd att stiga ner i en livbåt, men när en sjöman tog hennes gris och, antagligen i tron om att det rörde sig om ett spädbarn kastade i den i den överfulla livbåt 11 hoppade Edith efter och räddades därmed. Hon använde sedan grisen för att trösta flera barn i livbåten.
Efter första världskriget bytte hon efternamn till Russell, då ett tyskt namn försvårade hennes jobbmöjligheter. Från 1950-talet och framåt framträdde hon ofta med sin Titanic-berättelse i TV och andra sammanhang. Hon dog på ett sjukhus i London 1975, 95 år gammal.
Ediths leksaksgris finns bevard och har restaurerats så att den åter igen kan spela sin melodi. Den har visats på National Maritime Museum i Greenwich.

## Fotnoter
1. ↑  https://web.archive.org/web/20120414181901/http://www.rmg.co.uk/user-type/press-and-media/national-maritime-museum-receives-historic-titanic-archive-the-lord-macquitty-collection